# Antikódy
Antikódy je název sbírky básní Václava Havla poprvé vydané v roce 1964 v Odeonu. Sbírka je věnována Jiřímu Kolářovi a obsahuje experimentální poezii, především kaligramy a konkrétní poezii. V průběhu let se sbírce dostalo několika vydání s několika rozšířeními o další pozdější básně.
V předmluvě k pozdějšímu vydání řekl další z českých experimentálních básníků Josef Hiršal, že Havlova poezie byla „protestem sociálně kritickým a v neposlední řadě i jakousi artikulací absurdity tehdejších politických poměrů.“
Podle této sbírky bylo vytvořeno i představení v Nové scéně Laterně magice Národního divadla. Premiéra se konala 21. března 2013 v Praze. U příležitosti představení Národní divadlo sbírku opětovně vydalo; obsahovala souběžně i anglický text.
Sbírka obsahuje 7 částí (Antikódy I, Antikódy II, Čítanka, Ilustrace; slova, slova, slova; Kulturní život, Disproporce - poslední část Disproporce, obsahující pouze jednu báseň, je pod číslem 8, ač v pořadí sedmá).
Sbírka Antikódy byla prezentována i formou výstavy.